# Hippopotamus (album)
Hippopotamus è il venticinquesimo album in studio del gruppo rock statunitense Sparks, pubblicato nel 2017.

## Tracce
Testi e musiche di Ron Mael & Russell Mael.
1. Probably Nothing – 1:21
2. Missionary Position – 4:18
3. Édith Piaf (Said It Better Than Me) – 4:32
4. Scandinavian Design – 4:10
5. Giddy Giddy – 3:10
6. What the Hell Is It This Time? – 4:03
7. Unaware – 3:54
8. Hippopotamus – 3:47
9. Bummer – 3:58
10. I Wish You Were Fun – 4:04
11. So Tell Me Mrs. Lincoln Aside from That How Was the Play? – 4:00
12. When You're a French Director (featuring Leos Carax) – 2:45
13. The Amazing Mr. Repeat – 2:59
14. A Little Bit Like Fun – 3:57
15. Life with the Macbeths – 4:12

## Formazione
- Russell Mael – voce
- Ron Mael – tastiera, programmazione
- Dean Menta – chitarra
- Steven Nistor – batteria
- Leos Carax - voce e fisarmonica in When You're a French Director
- Rebecca Sjöwall - voce in Life with the Macbeths